# Artrock
Artrock (englisch: art rock oder art pop, deutsch eigentlich: Kunst-Rock bzw. Kunst-Pop) ist eine Stilrichtung der Rockmusik, die eng mit dem Progressive Rock verwandt ist. Die Grenzen zwischen diesen beiden Stilrichtungen sind fließend und umstritten. Ein Unterscheidungsmerkmal ist, dass sich der Progressive Rock stärker an den Kompositionsweisen der klassischen Musik orientiert, während Artrock den Ansatz hin zu anspruchsvollen Produktionsweisen, großen Formen und neuen visuellen Darstellungen repräsentiert. Auch Bands, die streng genommen keinen Progressive Rock spielen, aber progressive Elemente in ihr musikalisches und textliches Konzept aufgenommen haben, können zum Artrock gezählt werden.
Artrock kann man als Versuch verstehen, die Pop- und Rockmusik der 1960er Jahre zu einer Kunstmusik vergleichbar mit der klassischen Musik zu entwickeln. Die Wurzeln des Artrock sind in den späten 1960er Jahren zu suchen. Zahlreiche Bands zwischen 1969 und 1977 können dieser Musikrichtung zugeordnet werden. Komplexes Songwriting, oft sehr lange Stücke mit einer Spieldauer von bis zu über 40 Minuten, ausgedehnte Instrumental- bzw. Soloteile, akustische Effekte aller Art und der ausgeprägte Hang zu Konzeptalben charakterisieren diesen Musikstil. Dabei waren Konzeptalben der Beach Boys und Beatles ebenso einflussreich wie die von Barockmusik und Blues inspirierte Musik von Procol Harum, Inspirationen durch den Psychedelic Rock der frühen Pink Floyd, die Verbindung von Rock und Klassik durch The Moody Blues, instrumentale Virtuosität von Cream und Jimi Hendrix.
Eine in Westdeutschland entstandene Variante des Artrock wird als Krautrock bezeichnet. Für diesen ist gegenüber dem britischen Artrock vor allem kennzeichnend, dass er fast gänzlich frei von Einflüssen von Blues und klassischer Musik ist und die Musiker frühzeitig und intensiv mit den Mitteln der elektronischen Musik arbeiteten. Wichtige Vertreter dieser Stilrichtung sind unter anderem Amon Düül, Can, Faust, Kraftwerk und Tangerine Dream. Krautrock hat auch die Musikszene der späten 1980er und der 1990er Jahre nachhaltig beeinflusst, etwa beim Drum and Bass oder Techno.
Auch in der DDR war Artrock in der zweiten Hälfte der 1970er Jahre populär. Auf die wichtigsten Gruppen und Stile wird im Artikel zum Progressive Rock eingegangen.

## Wichtige Vertreter
Wichtige Vertreter des Artrocks sind:
- 10cc
- Barclay James Harvest
- Brian Eno
- David Bowie
- Eloy
- Emerson, Lake and Palmer
- Genesis
- Gentle Giant
- Jethro Tull
- Jim Steinman
- John Cale
- Jon Lord
- Kansas
- King Crimson
- Marillion
- Meat Loaf
- Mystery
- Peter Gabriel
- Peter Hammill
- Pink Floyd
- Radiohead
- Roxy Music
- RPWL
- Rush
- Styx
- Supertramp
- Sylvan
- Talk Talk
- The Alan Parsons Project
- The Nice
- The Who
- Van der Graaf Generator
- Yes
- Wishbone Ash